# Big Tree
Big Tree (A'do-eete en kiowa) est un guerrier et chef kiowa né vers 1850 et mort le 13 novembre 1929.
Le 18 mai 1871, il participe avec les chefs Satank et Satanta à l'attaque du convoi de chariots de Warren au cours de laquelle sept blancs sont tués. Il est arrêté au fort Sill le 27 mai puis transferé au fort Richardson. Avec Satanta, ils sont les premiers Amérindiens à être jugés par un tribunal civil. Condamnés à être pendus, leur sentence est commuée en prison à vie de peur de représailles des Kiowas. Ils sont finalement libérés sur parole en octobre 1873.
Il participe à de nouveaux raids à la fin 1873 avant d'effectuer sa reddition en septembre 1874 puis est  emprisonné à fort Sill jusqu'en 1875. Il se convertit au christianisme et devient alors un défenseur de la paix et de l'assimilation.